# Södermanlands runinskrifter 224

Sö 224 är en runsten i Grödby i Sorunda socken. Den skapades på 1000-talet och står jämte Sö 225 i en söderslänt nordväst om gårdarna, cirka trettio meter söder om en mindre väg som ansluter till Tungelstavägen. Ornamentiken är enkel.

## Inskrift
Translitterering av runraden:
: ragi : auk : sagsi : auk : tutr : r(a)(i)stu : stain : þinsa : at : fasta : faþur : sin
Normalisering till runsvenska:
Raggi ok Saxi ok Dyntr(?) ræistu stæin þennsa at Fasta, faður sinn.
Översättning till nusvenska:
Ragge och Saxe och Dynt reste denna sten efter Faste, sin fader.